# Андро Бушлє
Андро Бушлє  (хорв. Andro Bušlje, 4 січня 1986) — хорватський ватерполіст, олімпійський чемпіон (2012 рік) та срібний призер Олімпійських ігор (2016 рік), дворазовий чемпіон світу.

## Виступи на Олімпіадах
| Олімпіада           | Дисципліна | Місце |
| ------------------- | ---------- | ----- |
| Пекін 2008          | водне поло | 6     |
| Лондон 2012         | водне поло | 1     |
| Ріо-де-Жанейро 2016 | водне поло | 2     |